# Шиподзьобові
Шиподзьобові (Acanthizidae) — родина горобцеподібних птахів, що включає 15 родів і 66 видів. Всі вони є ендеміками Австралазії: Австралії, Нової Гвінеї, Нової Зеландії й островів Тихого океану на схід до Самоа.

## Опис
Більшість птахів цієї родини мають невеликі розміри й компактну будову, тонкий дзьоб, довгі ноги і короткий хвіст. Вони непримітного забарвлення: оливкового, сірого або коричневого, хоча деякі представники родини мають яскраво-жовті плями. Найбільшим представником родини є попутник (Pycnoptilus floccosus), а найменшим — короткодзьобий ріроріро, або короткодзьобик.

## Таксономія і систематика
За класифікацією Сіблі — Алквіста, шиподзьобові вважалися підродиною Acanthizinae в родині діамантицевих (Pardalotidae). Однак молекулярно-генетичні дослідження спростували таку класифікацію. Більшість систематиків, зокрема Міжнародна спілка орнітологів визнають шиподзьобових як окрему родину (Acanthizidae), як і щетинкодзьобових (Dasyornithidae), яких раніше відносили то до шиподзьобових, то до діамантицевих.
За класифікацією, утвердженою Міжнародним орнітологічним конгресом, виділяють 15 родів і 66 видів:
- Підродина Pachycareinae Schodde & Christidis, 2014[4]
  - Pachycare — 1 вид (рід монотиповий)
  - Oreoscopus — 1 вид (рід монотиповий)
- Підродина Шиподзьобні (Acanthizinae Bonaparte, 1854)
  - Острівний кущовик (Acanthornis) — 1 вид (рід монотиповий)
  - Короткодзьобий ріроріро (Smicrornis) — 1 вид (рід монотиповий)
  - Пустковик (Calamanthus) — 3 види
  - Куреник (Hylacola) — 2 види
  - Попутник (Pycnoptilus) — 1 вид (рід монотиповий)
  - Рудогорлий пустковик (Pyrrholaemus) — 2 види
  - Оригма (Origma) — 3 види
  - Жовтогорлий кущовик (Neosericornis) — 1 вид (рід монотиповий)
  - Aethomyias — 6 видів
  - Кущовик (Sericornis) — 8 видів
  - Ріроріро (Gerygone) — 19 видів, 1 вимерлий
  - Шиподзьоб (Acanthiza) — 14 видів
  - Білолобик (Aphelocephala) — 3 види

Раніше всередині родини шиподзьобових виділяли дві підродини: Кущовичні (Sericornithinae) і Шиподзьобні (Acanthizinae). Однак молекулярно-генетичне дослідження не підтвердило такого спростували таку класифікацію. Більшість родів було перенесено до підродини Шиподзьобні (Acanthizinae), натомість два роди: Oreoscopus і Pachycare були виділені в підродину Pachycareinae.